# Parc national de Kolkheti
Le parc national de Kolkheti (nom géorgien) ou parc national de Colchide (nom français) est un parc national situé dans l'ouest de la Géorgie, sur le littoral de la mer Noire, autour du liman de Paléostoma et englobant 28 940 hectares d'écosystèmes forestiers et paraliques riches en biodiversité. Le parc a été créé entre 1998 et 1999, par un projet financé par la Banque mondiale et le Fonds pour l'environnement mondial.